# Januari 2011
Dit artikel geeft een chronologisch overzicht van belangrijke gebeurtenissen per dag in de maand januari van het jaar 2011.

## Gebeurtenissen

### 1 januari
- De BES-eilanden (Saba, Sint Eustatius en Bonaire) wisselen hun Antilliaanse guldens om voor de Amerikaanse dollar.
- Start van de viering van de 100e verjaardag van de Belgische Theosofische Vereniging.
- Estland treedt toe tot de eurozone en start met het omwisselen van haar Estische kronen voor euro's.
- Hongarije neemt het voorzitterschap van de Raad van de Europese Unie over van België, om dat tot 1 juli 2011 te blijven.
- In verschillende Nederlandse provincies vinden gemeentelijke herindelingen plaats.
- Op de luchthaven van de Russische stad Soergoet vliegt een Tupolev Tu-154 van de lokale maatschappij Kogalymavia in brand terwijl het toestel aan het taxiën is voor vertrek naar Moskou-Domodedovo. Er vallen 4 doden en 43 gewonden.
- Bij een aanslag op een christelijke kerk in de Egyptische stad Alexandrië komen 21 mensen om het leven. Acht mensen raken gewond.

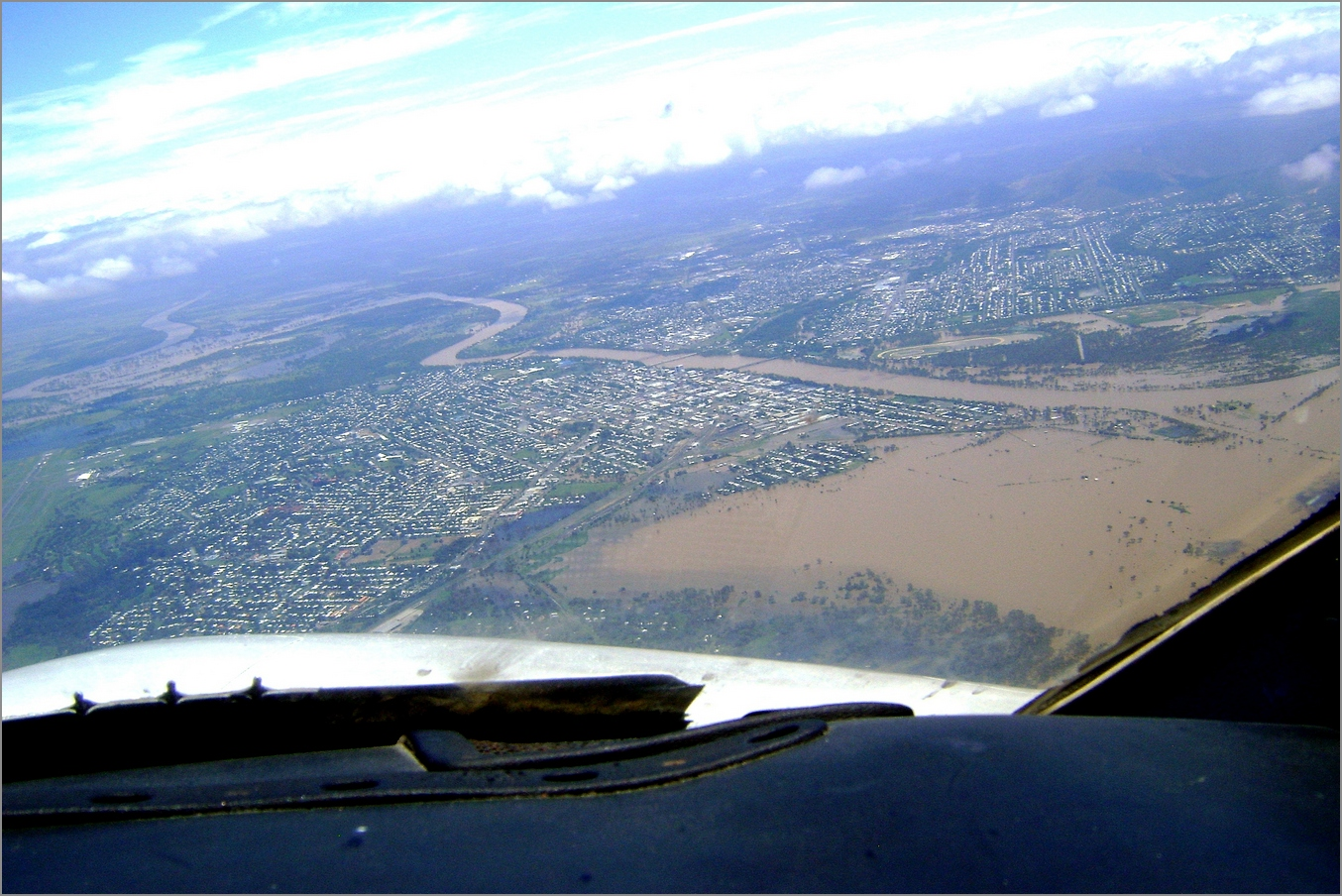
Overstromingen bij Rockhampton

### 2 januari
- Bij aardverschuivingen in de gemeente Saint Bernard op het Filipijnse eiland Leyte komen minstens 17 mensen om het leven.
- De Australische stad Rockhampton wordt door een overstroming van de Fitzroy-rivier blank gezet.

### 3 januari
- De Bundeswehr roept de laatste lichting dienstplichtigen op. Duitsland gaat overschakelen op een leger bestaande uit beroepssoldaten en vrijwilligers. Ook zullen de Duitse strijdkrachten tot 170.000 manschappen worden verkleind.
- In Barneveld wordt een internationale trein stilgelegd na verdacht gedrag van een passagier en de vondst van een verdacht pakketje; het blijkt loos alarm.

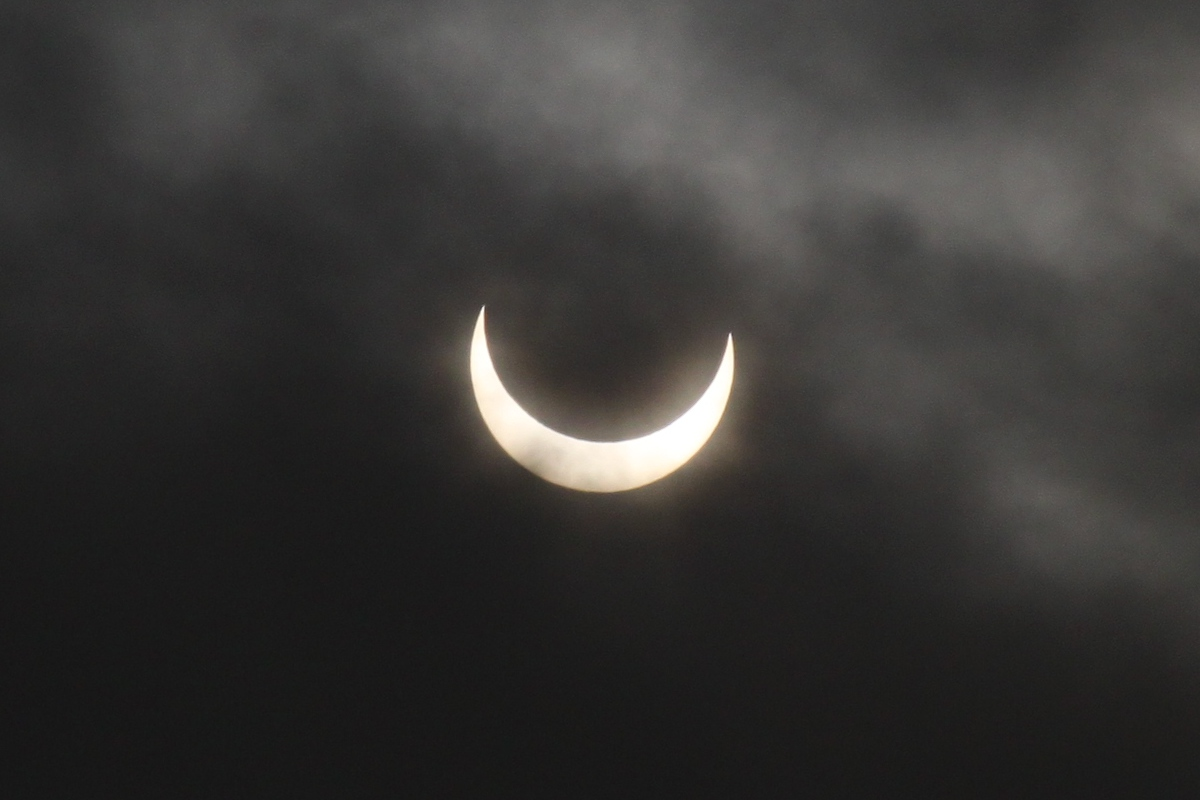
Zonsverduistering boven Polen

### 4 januari
- Tijdens zonsopkomst vindt in Europa een gedeeltelijke zonsverduistering plaats.
- Twee gezonde mensen uit de Nederlandse stad Nijmegen overleden aan de Mexicaanse griep.

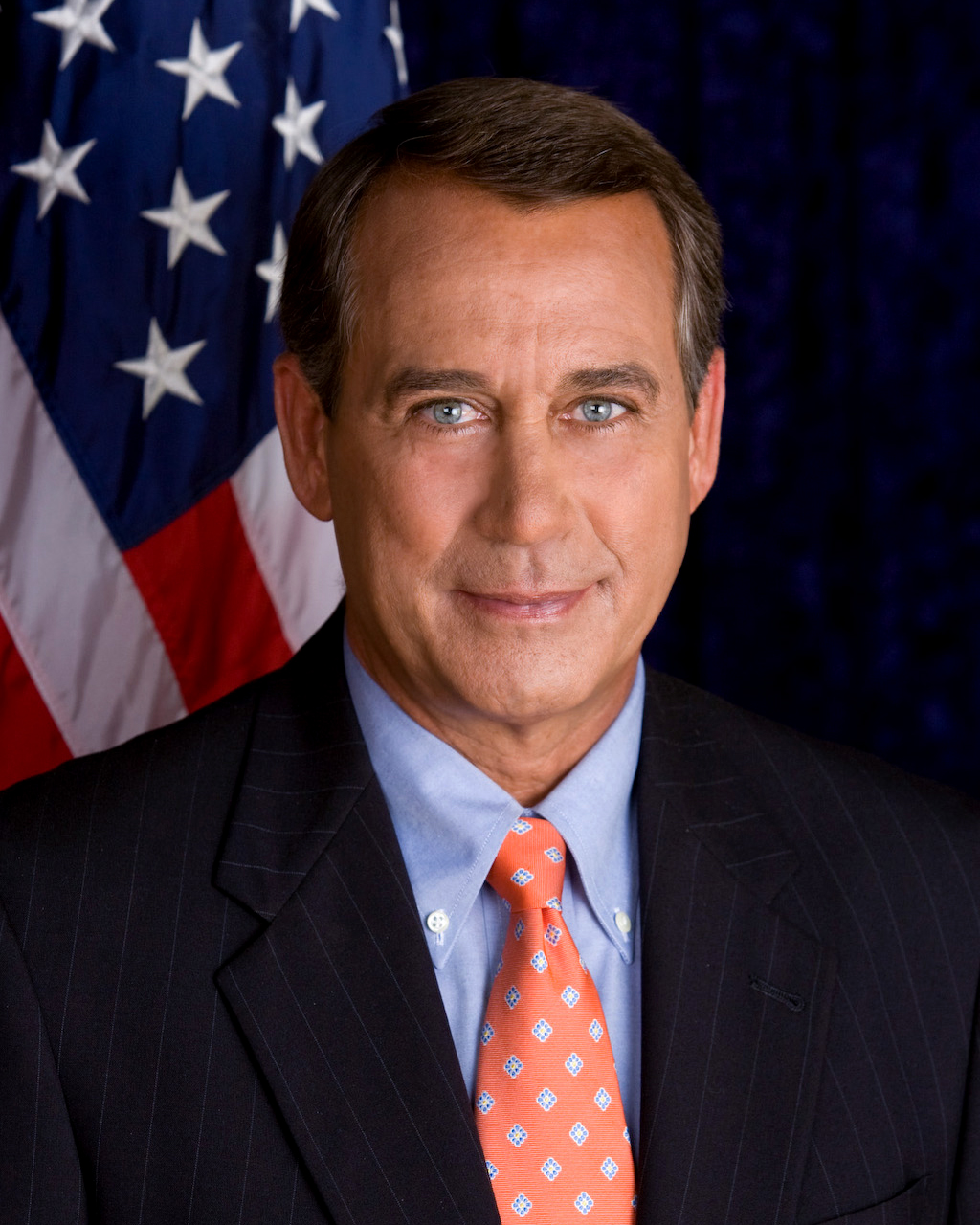
John Boehner

### 5 januari
- Na de installatie van het 112de Amerikaans Congres beschikt de Democratische Partij nog wel over de meerderheid in de Senaat, maar heeft ze die in het Huis van Afgevaardigden aan de Republikeinse Partij moeten afstaan. De Republikein John Boehner lost de Democrate Nancy Pelosi af als voorzitter van het Huis.
- Bij een grote brand in het chemisch bedrijf Chemie-Pack in het Noord-Brabantse Moerdijk wordt fase 4 van de Gecoördineerde Regionale Incidentbestrijdings Procedure afgekondigd. Vanwege de rookontwikkeling is op enkele plaatsen ten noorden van Moerdijk (waaronder Dordrecht) het advies gegeven ramen en deuren gesloten te houden en binnen te blijven.

### 7 januari
- William Daley wordt door de Amerikaanse president Barack Obama genomineerd als de nieuwe stafchef van het Witte Huis als opvolger van Rahm Emanuel.

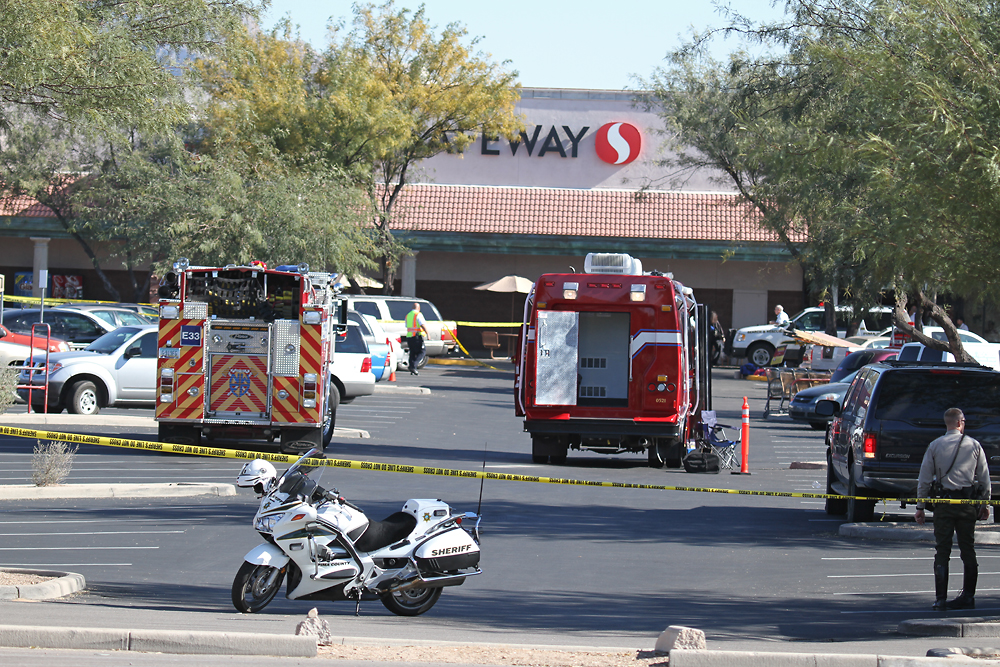
Locatie van de schietpartij in Tucson

### 8 januari
- De Amerikaanse Democratische afgevaardigde Gabrielle Giffords wordt tijdens een politieke bijeenkomst in Tucson in de staat Arizona in het hoofd geschoten en ligt in kritieke toestand in het ziekenhuis. Zes andere slachtoffers overlijden, onder wie John Roll, een hoge rechter.

### 9 januari
- In Zuid-Soedan gaat het referendum van start over eventuele onafhankelijkheid van Noord-Soedan.
- Bij een vliegtuigongeluk in Noord-Iran komen 77 mensen om.
- Bij de viering van het Feest van de zwarte Nazarener in de Filipijnse hoofdstad Manilla vallen honderden gewonden.

### 10 januari
- De Baskische afscheidingsbeweging ETA kondigt eenzijdig een permanent staakt-het-vuren af. Alle gelederen van de Spaanse samenleving reageren sceptisch.

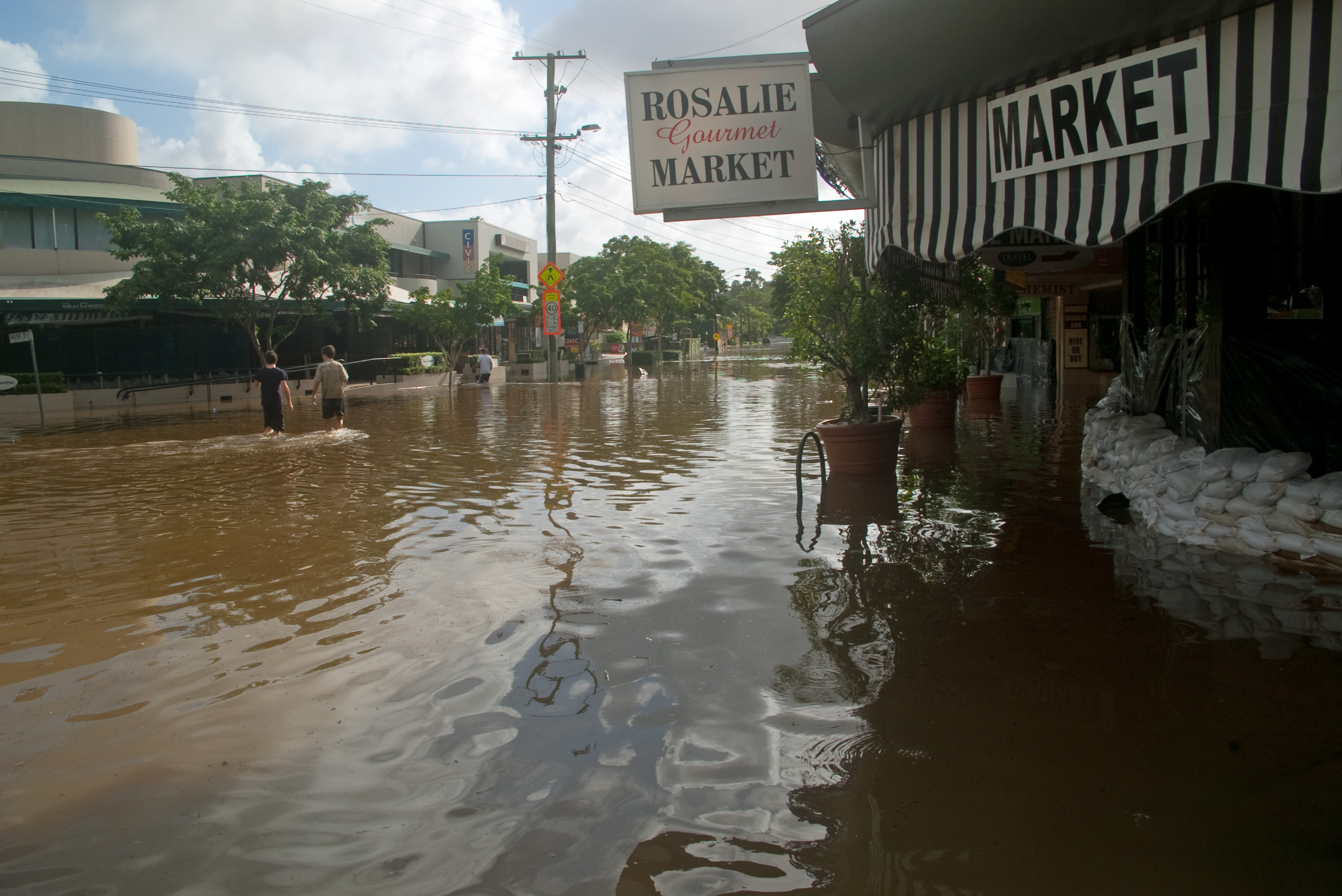
Brisbane, getroffen door overstromingen

### 11 januari
- Vanwege overstromingen in het noordoosten van Australië worden in de stad Brisbane, de hoofdstad van de staat Queensland, de bewoners van 6000 woningen geëvacueerd. Naast Queensland dreigen ook Victoria en Tasmanië door overstromingen getroffen te worden.
- Na overvloedige regenval komen meer dan 500 mensen om door overstromingen en modderstromen in de Braziliaanse staat Rio de Janeiro.

### 13 januari
- In de Vietnamese provincie Bình Dương wordt het district Dĩ An verheven tot thị xã.

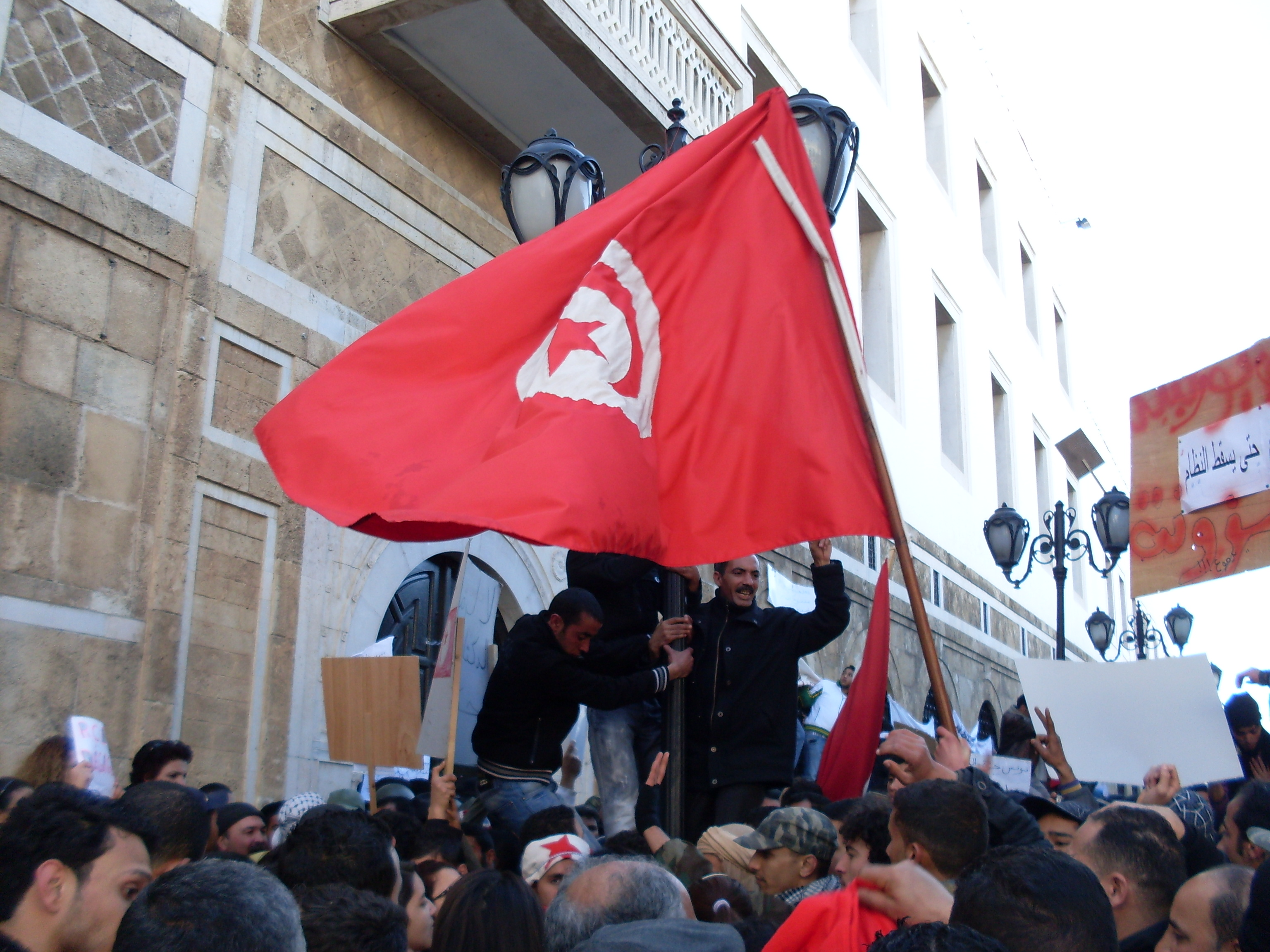
Tunesiërs vieren het vertrek van Ben Ali

### 14 januari
- In Tunesië vlucht president Zine El Abidine Ben Ali het land uit na zware onlusten en protesten tegen zijn beleid. Premier Mohamed Ghannouchi en parlementsvoorzitter Fouad Mebazaa nemen achtereenvolgens de macht over.
- Burgemeester Wim Denie van Moerdijk maakt bekend zijn aftreden te vervroegen, omdat de nazorg die in Moerdijk nodig zal zijn na de brand van 5 januari meer mentale en lichamelijke inzet van hem vergt dan hij kan opbrengen.

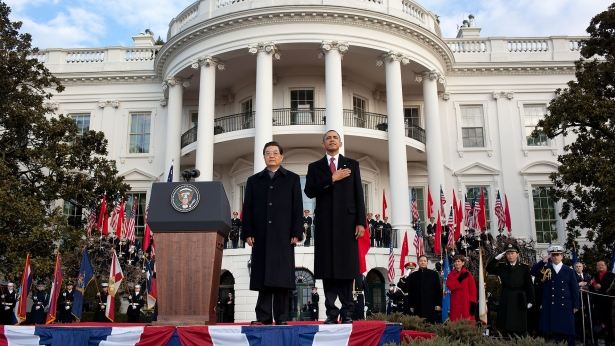
Hu Jintao en Barack Obama

### 18 januari
- De Chinese president Hu Jintao komt aan in de Verenigde Staten voor een staatsbezoek. Hij spreekt onder anderen met president Barack Obama, voornamelijk over economische onderwerpen, maar ook mensenrechten komen aan de orde.

### 20 januari
- Nederlandse F-16's, samen met Deense, Noorse en Britse toestellen, onderscheppen boven de Noordzee twee Russische bommenwerpers van het type Bear T-95.

### 21 januari
- Paleontologen van de universiteit van Leicester maken in het wetenschappelijk tijdschrift Science bekend een fossiel van een Darwinopterus met een ei te hebben gevonden. Door de vondst is duidelijk geworden in welke opzichten mannelijke van vrouwelijke pterosauriërs verschilden, zo hadden mannetjes een kam op het hoofd en vrouwtjes niet.

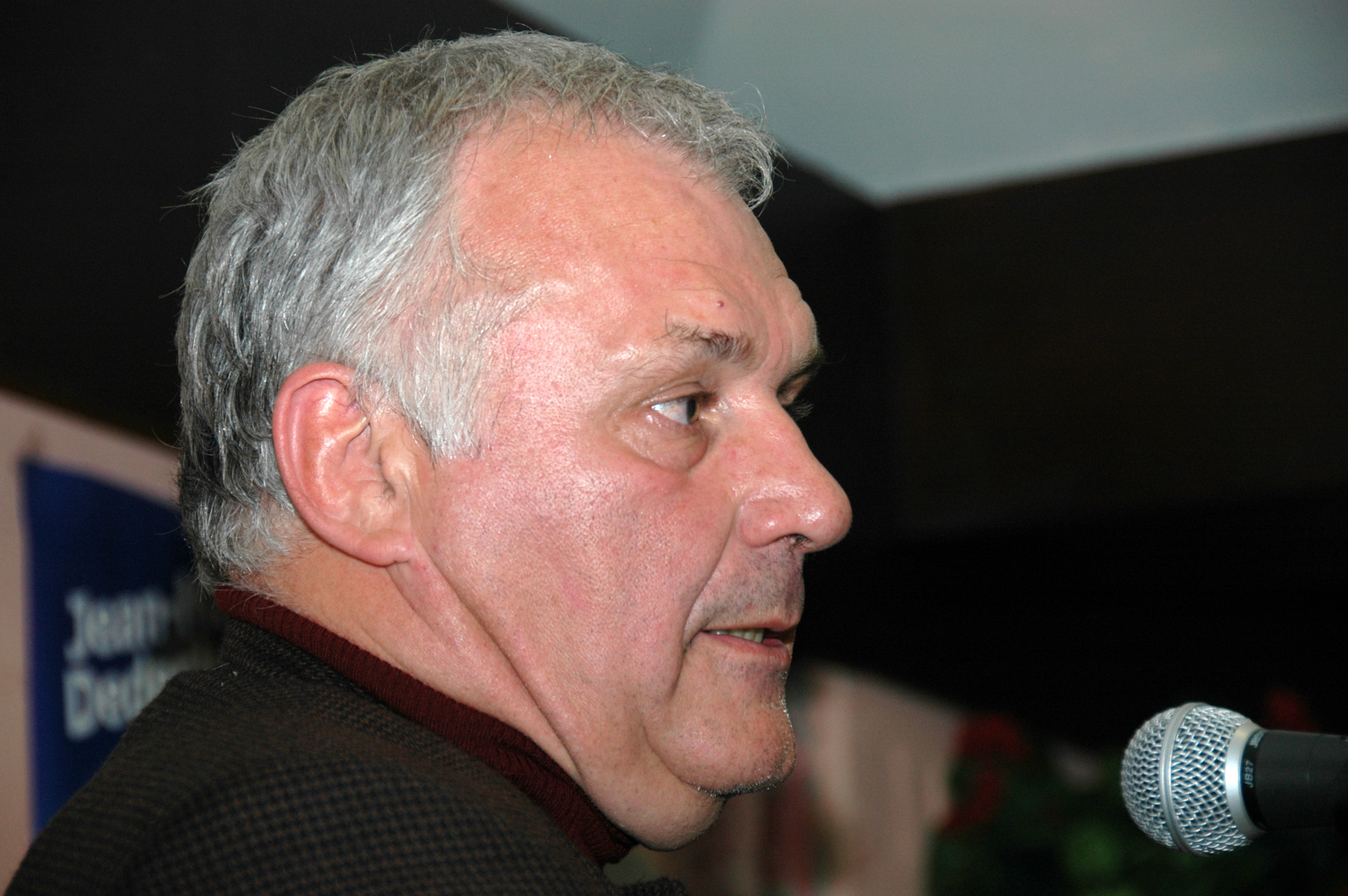
Jean-Marie Dedecker

### 22 januari
- De Vlaamse politieke partij Lijst Dedecker verandert haar naam naar Libertair, Direct, Democratisch. Boegbeeld Jean-Marie Dedecker volgt Lode Vereeck op en wordt opnieuw voorzitter van de partij.
- Een dag nadat Ben Saunders de finale heeft gewonnen van de Nederlandse talentenjacht The voice of Holland, wint zijn broer Dean Saunders het derde seizoen van de talentenjacht Popstars.

### 23 januari
- In Portugal wint zittend president Aníbal Cavaco Silva van de centrumrechtse PSD met een absolute meerderheid de eerste ronde van de presidentsverkiezingen, waardoor geen tweede ronde meer vereist is. Manuel Alegre van premier José Sócrates' PS wordt tweede.
- In de Belgische hoofdstad Brussel betogen 34.000 mensen omdat de Belgische regeringsformatie na meer dan 200 dagen nog niet is afgerond.

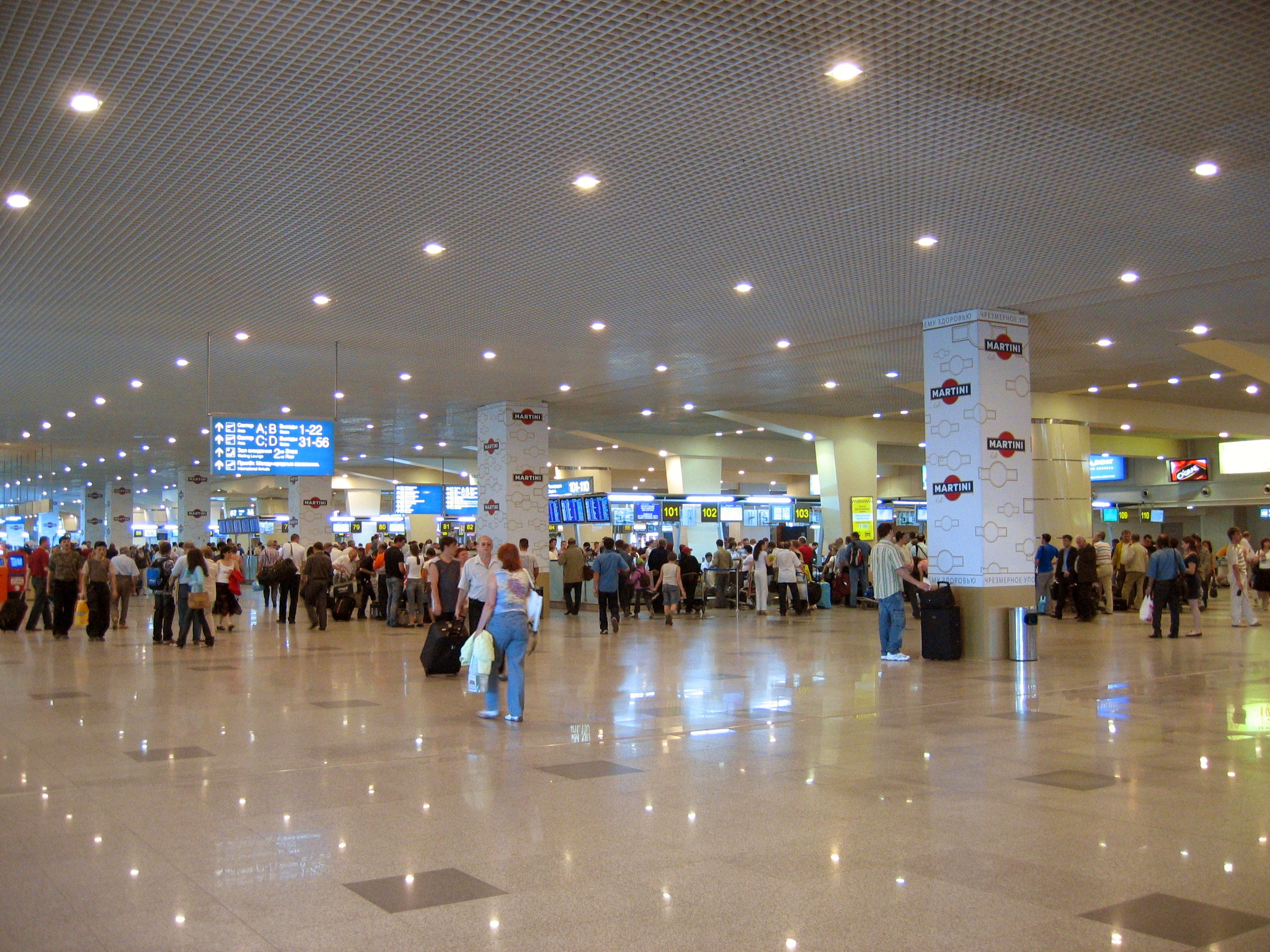
Luchthaven Domodedovo

### 24 januari
- Op de internationale luchthaven Domodedovo van de Russische hoofdstad Moskou vallen bij een vermoedelijke zelfmoordaanslag 35 doden en tientallen gewonden.

### 25 januari
- Bij een bomaanslag op een bus in Makati, een voorstad van de Filipijnse hoofdstad Manilla, komen minstens vijf mensen om het leven en vallen 13 gewonden.

### 26 januari
- De Belgische voormalige nummer één van het vrouwentennis Justine Henin kondigt haar definitieve afscheid aan wegens een aanslepende elleboogblessure.
- De Oegandese homorechtenactivist David Kato wordt in zijn huis in Mukono vermoord.

### 27 januari
- In Nederland gaat de partij GroenLinks akkoord met de plannen van het minderheidskabinet van VVD en CDA om een politietrainingsmissie naar de Afghaanse provincie Kunduz te sturen, waardoor de missie doorgaat. Partijleidster Jolande Sap oogst kritiek vanuit de overwegend tegenstemmende achterban.

### 28 januari
- De Tweede Kamer stemt in met de Nederlandse geïntegreerde politietrainingsmissie in Kunduz.
- In Egypte nemen demonstraties tegen president Hosni Moebarak massale vorm aan. Zie: Egyptische Revolutie (2011)

### 29 januari
- De Belgische tennisster Kim Clijsters wint voor de eerste maal de Australian Open. Zij verslaat de Chinese Li Na in drie sets: 3-6, 6-3, 6-3.
- In de Duitse deelstaat Saksen-Anhalt komen tien mensen om het leven bij een botsing tussen een passagierstrein en een goederentrein.
- Japan wint de vijftiende editie van de AFC Asian Cup door in de finale Australië met 1-0 te verslaan.

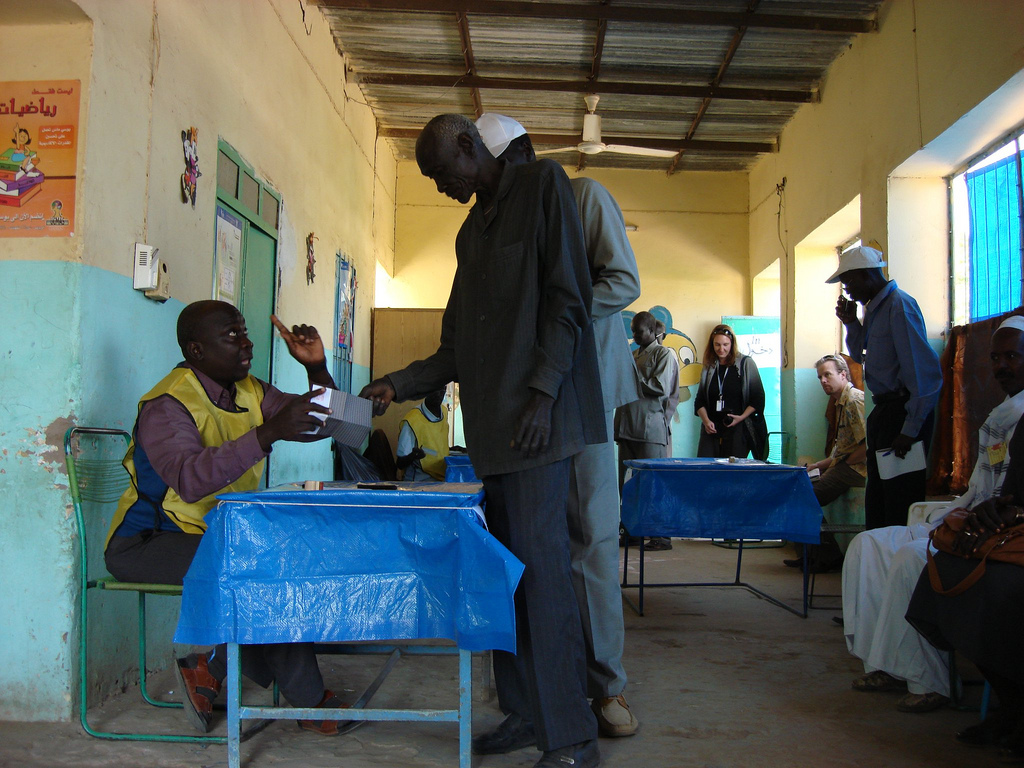
Stembureau bij het referendum in Zuid-Soedan

### 30 januari
- Bij het referendum in Zuid-Soedan eerder deze maand blijkt 98,8% van de kiezers voor onafhankelijkheid van het noorden te hebben gestemd.
- Start van de Aziatische winterspelen in Almaty (Kazachstan), die duren tot 6 februari.
- Zdeněk Štybar wordt voor de 2de keer wereldkampioen veldrijden in het Duitse Sankt Wendel.

## Overleden
<< · januari · februari · maart · april · mei · juni · juli · augustus · september · oktober · november · december · >>